# 2006 RH120
Točan naziv ovog članka je 2006 RH120. Naslov uključuje znakove u superskriptu ili subskriptu, koji su zamijenjeni ili izostavljeni zbog tehničkih ograničenja.
2006 RH120, asteroid koji su prvi opazili astronomi iz zvjezdarnice Catalina Sky Survey u Arizoni, ustanove koju financira NASA. Prvi je asteroid za koji se zna da je kružio u Zemljinoj orbiti. Oko Zemlje je kružio od rujna 2006. do lipnja 2007. godine. Sljedeći takav asteroid je 2020 CD3.
Maleni je Zemlji bliski asteroid i brzo okrećući mali planet promjera otprilike dva do tri metra koji kruži oko Sunca i priđe sustavu Zemlje i Mjeseca svakih dvadeset godina,  kad povremeno uđe u Zemljinu orbitu i postane privremeni satelit. Posljedica njegove privremene orbite oko Zemlje je ta da je najmanji asteroid u Sunčevom sustavu s dobro znanom orbitom.
Najmanja udaljenost presijecanja orbite (MOID) mu za Zemlju iznosi 0,00356179, a za Jupiter 3,92461 AJ. Parametar neizvjesnosti je 1. vacijski luk je 281 dan. Tisserandov parametar je 6,071. Rotacijski period je 0,04583.
Prije nego što je dobio privremenu oznaku asteroida 18. veljače 2008., objekt je bio znan kao 6R10DB9, što je bio unutarnji identifikacijski broj koji je dodijelila Catalina Sky Survey.
Tlak elektromagnetskog zračenja mu perceptivno perturbira kretanje.
Objekt je četiri puta orbitirao oko Zemlje. Svaka je orbita trajala tri mjeseca. Lipnja 2007. izletio je iz orbite tijekom perigeja. U perigeju je uronio u Mjesečevu orbitu na udaljenosti od 276.845 km. 2006 RH120 je u lipnju postao Apolonski asteroid.